# Сент-Ронанские воды
«Сент-Ро́нанские воды» (англ. Saint Ronan's Well) —  роман Вальтера Скотта из современной жизни, опубликованный 27 декабря 1823 года в издательстве Constable and Co. Это единственный роман писателя, действие которого происходит в XIX веке. Содержание по времени совпадает с годами молодости автора.
Отзывы на «Сент-Ронанские воды» были негативными. Критики были недовольны тем, что писатель отошел от жанра исторического романа. Рецензент New European Magazine назвал роман «одним из слабейших, что он когда-либо видел».

## История создания
Идею романа подал в 1823 году друг Вальтера Скотта Уильям Лэйдлоу. Узнав о том, что Скотт подумывает написать новую книгу о Германии, тот посоветовал все же придерживаться британских реалий, но переместить место действия в современность.
Еще до окончания «Квентина Дорварда», Скотт начал работать над новой книгой. Он закончил половину первого тома чрезвычайно быстро, и публикация планировалась уже в июле. Однако из-за медленно идущих продаж «Квентина Дорварда» было принято решение отложить публикацию; издатели полагали, что рынок был перенасыщен работами Скотта, и читателю необходим перерыв.